# Dinant
Dinant is een stad en gemeente in de Belgische provincie Namen. De stad ligt aan de rivier de Maas. Dinant telt ruim 13.000 inwoners op een totale oppervlakte van 99,80 km².

## Geschiedenis

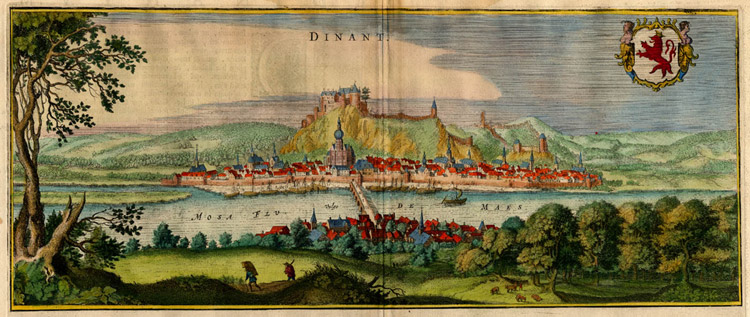
Dinant in 1649 door J. Blaeu

Kaart van Dinant (rond 1770)

De Maasvallei was in de prehistorie bewoond. In grotten en onder overhangen rond Dinant zijn tal van menselijke sporen aangetroffen. Een kaakbeen gevonden door Édouard Dupont in de grot van La Naulette was het eerste fossiel dat we kennen van een neanderthaler. Hoewel die classificatie toen nog niet gemaakt werd, weekte het stuk groot debat los en wordt het beschouwd als het eerste anatomische bewijs voor de evolutie van de mens. Ook uit de steentijd zijn er sporen van menselijk leven opgegraven in Dinant.
De Kelten gaven de stad haar naam: deuos-nanto betekent "goddelijke vallei". De Romeinen legden ten zuiden van de zogenaamde Via Belgica een heerweg aan die Bavay met Trier verbond via Dinant. Hij is nog steeds perfect herkenbaar. Volgens de christelijke overlevering was het Maternus, bisschop van Trier, Keulen en Tongeren, die in de vroege 4e eeuw een eerste kerk oprichtte in Dinant. In de 6e eeuw stond bisschop Monulfus bekend als zoon van een Dinantees en zijn opvolger Perpetuus, de stadspatroon, zou er hebben verbleven en de Sint-Vincentiuskerk hebben gesticht. In de Merovingische tijd was er dus al een vicus, waarschijnlijk een verzameling later aaneengegroeide woonkernen.
De prille stad, waar de metaalbewerking floreerde en al in 824 een brug is gedocumenteerd, kreeg te maken met de Noormannen. De Deling van het Frankische Rijk liet Dinant in een ambigu statuut. Na het Verdrag van Meerssen (870) hadden zowel de graven van Namen als de bisschoppen van Luik (beiden nog zonder vaste residentie) rechten over de stad, die dus niet exclusief bij West-Francië of Oost-Francië was ingedeeld. De bisschoppen installeerden er in 938 een kapittel, bekwamen in 955 rechten van muntslagerij en tolheffing, en bouwden rond 1040 op de rots boven de stad een kasteel. Hun doortastendheid werd in 1070 bekroond toen Keizer Hendrik IV Dinant grotendeels onder zijn controle bracht. Dinant ging behoren tot de Goede Steden van het prinsbisdom Luik, de tweede in belang. De stad stond bekend om zijn koperslagers, wat tot de belangrijkste beroepen van die tijd behoorde. Dinanderie was een begrip in Europa. Zinkerts werd aangevoerd langs de Maas uit Kelmis en werd met koper verwerkt tot messing. In het Museum Vieille Montagne in Kelmis komt de geschiedenis van de winning en deze handel aan bod.

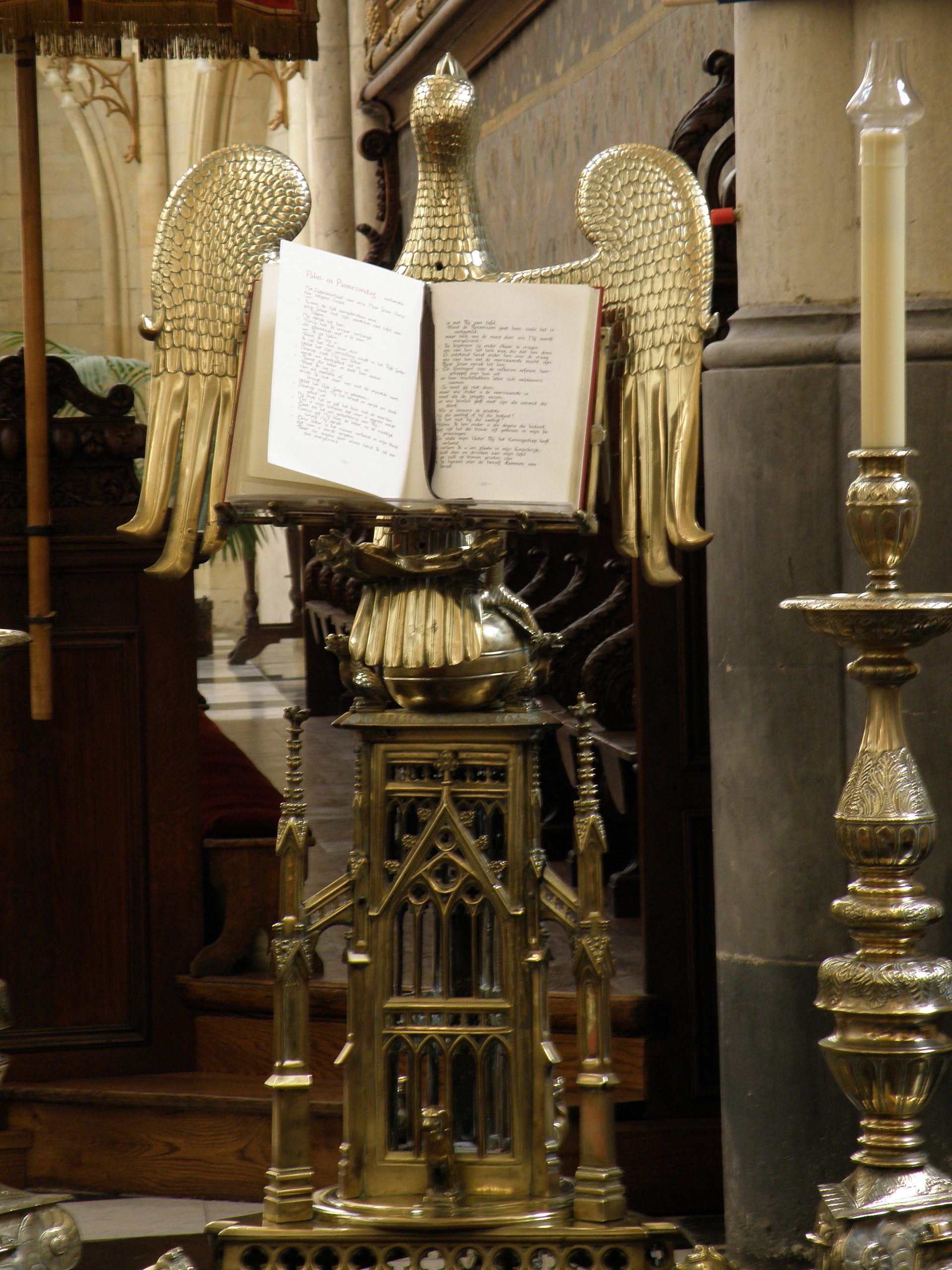
Lezenaar (1370) van de dinandier Jean Josès in de Onze-Lieve-Vrouwebasiliek van Tongeren

Het ging Dinant economisch voor de wind en in 1080 kreeg het een stenen brug. De stad lag aan de belangrijke handelsroute die van Keulen naar Parijs liep en werd lid van het Hanzeverbond (de enige Hanzestad op Belgisch grondgebied). Door zijn rijkdom en strategische ligging aan de Maas is er menigmaal om Dinant gestreden. Het was de hoofdplaats van het kwartier van Amont van het prinsbisdom Luik. Dit gebied omvatte naast de stad Dinant grotendeels dorpen en territoria van het prinsbisdom beneden de Lesse, waaronder het graafschap Rochefort. Dinant was vlak bij vijandig gebied gelegen, want aan de overkant lag aartsrivaal Bouvignes, dat behoorde tot het graafschap Namen en vooral een industriële concurrent was. Het kwam dan ook vaak tot schermutselingen met deze stad. Ten noorden van Dinant was bovendien het grafelijke kasteel Poilvache en de daarbij horende stad gelegen, eveneens in het graafschap Namen. Voortdurend dreigde het gevaar voor een noordelijke inval op Dinant, dat in de 13e eeuw een beschermende ommuring bouwde die ook het stroomopwaartse Île des Batteurs omvatte. In 1430 wist Luik het kasteel Poilvache en de nabijgelegen stad van de kaart te vegen.
Na een opstand in het kader van de Luiks-Bourgondische Oorlogen lieten hertog Filips de Goede en zijn zoon Karel de Stoute in 1466 de stad plunderen en verwoesten. Karel de Stoute gaf het bevel om het gilde van koperslagers uit te roeien en ze daartoe twee aan twee geboeid in de Maas te werpen. 800 bewoners van de stad vonden daardoor de dood en de stad werd systematisch met de grond gelijkgemaakt. De koperslagers die aan de slachting wisten te ontkomen, verspreidden zich en brachten hun kennis naar andere steden. Pas na Karels dood in 1477 kon een begin worden gemaakt met de reconstructie. De stad kwam opnieuw tot bloei, zij het op een lager pitje.
Dinant zag geregeld Franse invasielegers. Koning Hendrik II nam de stad in 1554 na een beschieting. Langduriger was de inname door maarschalk François de Créquy in 1675: koning Lodewijk XIV kwam dat jaar zijn nieuwe bezit inspecteren, liet de citadel versterken door Vauban en zorgde in 1683 voor een nieuwe brug. Door de Vrede van Rijswijk (1698) kwam Dinant weer toe aan Luik. Bij hun aftocht in 1703 bliezen de Fransen brug en citadel op. In de jaren die volgden kende Dinant rellen en hongersnood. Pas in 1716 was er opnieuw een vaste oeververbinding. De heropbouw van de citadel duurde tot de Nederlandse tijd (1817-1821).
In de 19e eeuw was dinanderie uit de mode geraakt. De economie heroriënteerde zich op leerlooien en het vervaardigen van speelkaarten, en ook de couques de Dinant verschenen in deze periode. Kunstenaars zoals George Clarkson Stanfield en William Turner maakten er diverse landschappen en baanden de weg voor het toerisme. De Colonie d'Anseremme bracht vanaf de jaren 1860 in de zomers een heuse kunstenaarsgroep bijeen aan de monding van de Lesse.
Van 15 tot en met 22 augustus 1914 werd het naar het zuiden oprukkende Duitse leger bij Dinant gestuit door Franse troepen. De gevechten waren hevig – onder meer luitenant Charles de Gaulle werd gewond afgevoerd. Na het uitschakelen van de Franse weerstand executeerden de Duitsers op 23 augustus 1914 in totaal 674 inwoners van Dinant. Onder deze "franc-tireurs" waren 26 mannen tussen 65 en 75 jaar, 76 vrouwen, en 37 kinderen, met inbegrip van de drie weken oude Félix Fivet. Alice Colin schreef hierover het boek Le sac de Dinant en 1914. Dinant raakte voor 80% verwoest. Door deze wreedheden tegen haar burgerbevolking behoort Dinant tot de zeven Belgische martelaarsteden.
In de Tweede Wereldoorlog werd er opnieuw gevochten. Op 12 mei 1940 werd de brug over de Maas net vóór de aankomst van Erwin Rommel opgeblazen. Niettemin wisten de Duitse tanks tijdens een driedaagse strijd tegen Franse regimenten de linkeroever te bereiken en een doorbraak te forceren in de Slag om Frankrijk. Op 7 september 1944 werd de stad bevrijd door de Amerikanen.

## Kernen

### Deelgemeenten
| #  | Naam                | Opp. (km²) | Inwoners (2020) | Inwoners per km² | NIS-code |
| -- | ------------------- | ---------- | --------------- | ---------------- | -------- |
| 1  | Dinant              | 21,21      | 7.649           | 361              | 91034A   |
| 2  | Dréhance            | 4,27       | 313             | 73               | 91034A1  |
| 3  | Anseremme           | 6,80       | 1.379           | 203              | 91034A2  |
| 4  | Bouvignes-sur-Meuse | 4,95       | 759             | 153              | 91034A5  |
| 5  | Lisogne             | 9,16       | 829             | 90               | 91034B   |
| 6  | Thynes              | 8,31       | 415             | 50               | 91034C   |
| 7  | Sorinnes            | 18,26      | 875             | 48               | 91034D   |
| 8  | Foy-Notre-Dame      | 3,98       | 155             | 39               | 91034E   |
| 9  | Furfooz             | 6,79       | 187             | 28               | 91034F   |
| 10 | Falmagne            | 9,56       | 319             | 33               | 91034G   |
| 11 | Falmignoul          | 6,76       | 492             | 73               | 91034H   |

### Andere kernen
In Dinant liggen nog de wijken (en parochies) Les Rivages, Saint-Paul, Leffe en Neffe, dat op de grens met Anseremme ligt.
Bouvignies, Dinant zelf en Anseremme liggen in de vallei van de Maas, waar te Anseremme de Lesse in uitmondt. De andere dorpjes zijn hoger gelegen, ten oosten van de Maasvallei.

## Bezienswaardigheden

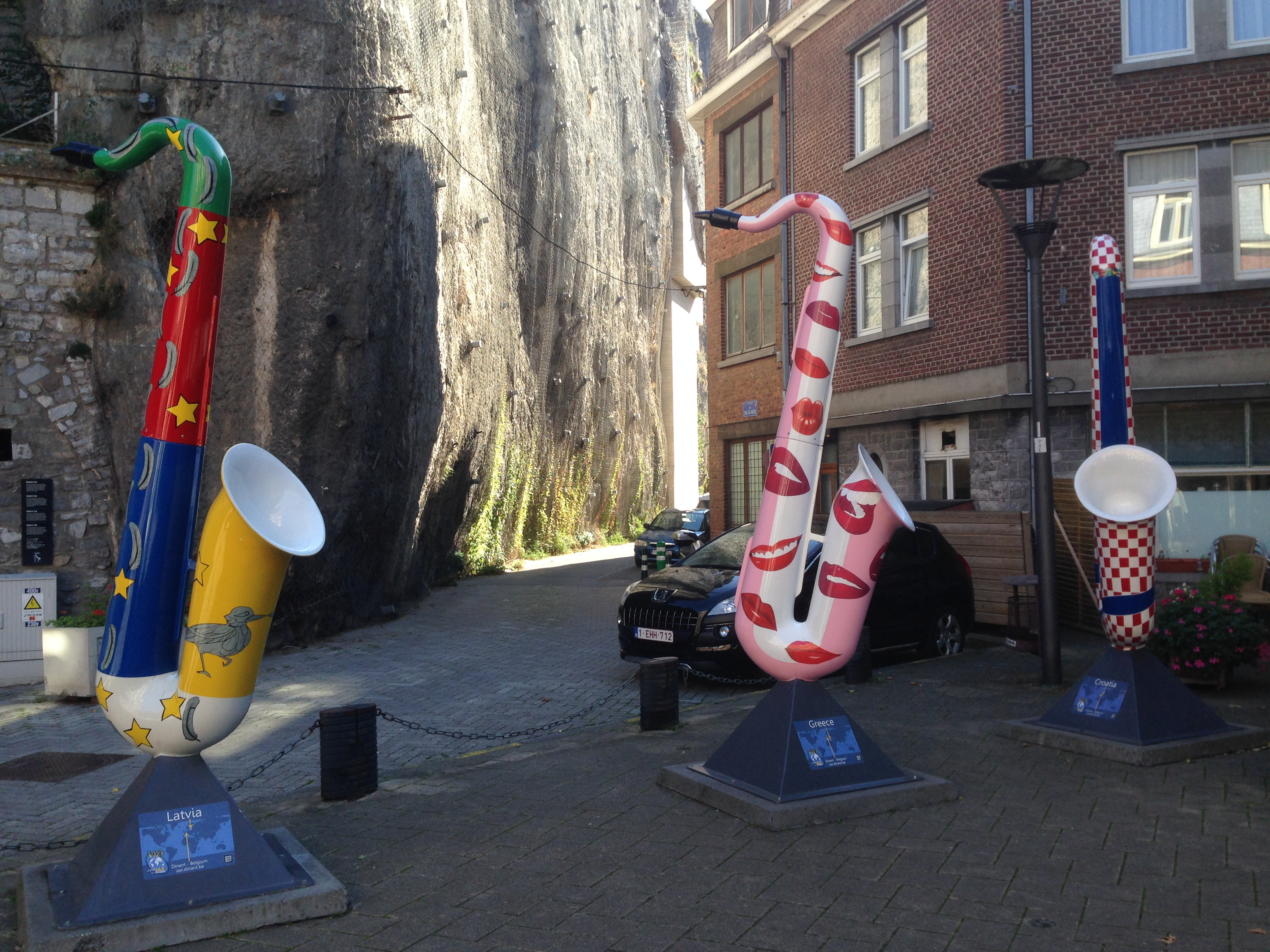
Enkele uitbeeldingen van saxofoons in Dinant

2019 Panorama Dinant

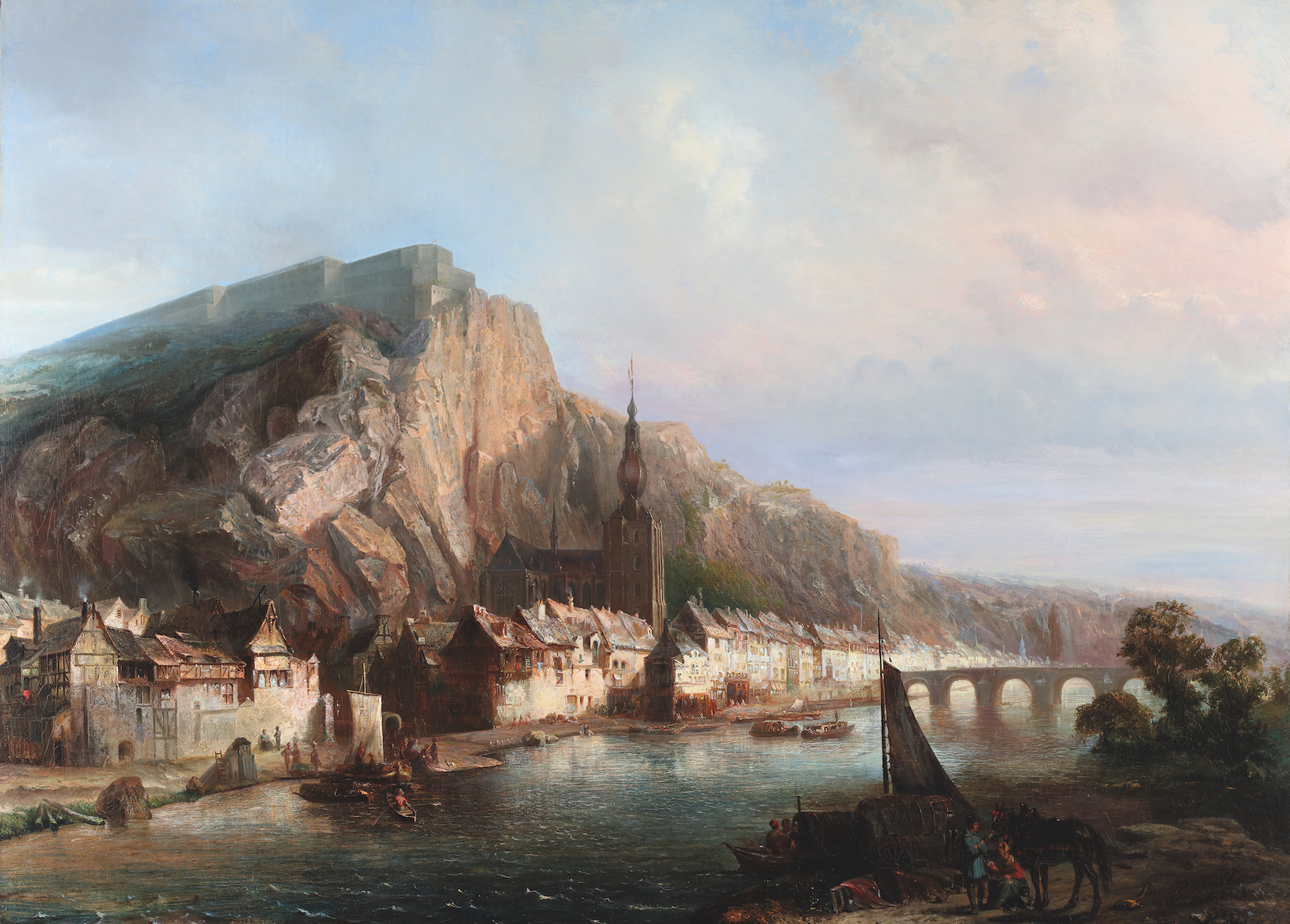
Zicht van Dinant en de Maas door Pierre Tetar van Elven

- De citadel van Dinant, bereikbaar met de kabelbaan of via de grootste trap in België met 408 treden.
- De Rots Bayard, een rotspunt met de vorm van een enorme menhir die net los staat van de rotswand. Slechts één rijstrook van de weg langs de Maas loopt tussen Bayard en de bergwand, de andere rijrichting is om de 'menhir' heen. (Zie in dit verband de legende van het Ros Beyaard en de Vier Heemskinderen)
- De Collegiale Onze-Lieve-Vrouw van Dinant, een gebouw in Maasgotiek met een bijzondere peervormige klokkentoren.
- Het Huis van Mijnheer Sax, klein museum over de Dinantees Adolphe Sax en zijn uitvinding de saxofoon.
- Uitbeeldingen van saxofoons in de stad
- Maison Leffe, in het oud klooster "Couvent de Bethléem"
- De Abdij van Leffe
- De stad Bouvignes-sur-Meuse
- La Merveilleuse, een grot die in 1904 is ontdekt bij de aanleg van een spoorbaan, met vele zalen met stalagmieten en stalactieten, en een toevluchtsoord voor de inwoners van Dinant tijdens de Tweede Wereldoorlog. De grot is toegankelijk voor het publiek.

## Culinaire specialiteiten
- Dinantse Koek, een harde koek van met honing gezoet meel, gebakken in vormen (zoals speculaas)
- Flamiche, een taart gemaakt van vette kaas (Boulette de Romedenne) en eieren.

## Demografische ontwikkeling

### Demografische evolutie voor de fusie
- Bronnen:NIS, Opm:1831 tot en met 1970=volkstellingen
- 1920: Daling als gevolg van Duitse oorlogsmisdaden in 1914
- 1970: Aanhechting van Anseremme, Bouvignes en Dréhance in 1965

### Demografische evolutie van de fusiegemeente
Alle historische gegevens hebben betrekking op de huidige gemeente, inclusief deelgemeenten, zoals ontstaan na de fusie van 1 januari 1977.
- Bronnen:NIS, Opm:1831 tot en met 1981=volkstellingen; 1990 en later= inwonertal op 1 januari

| Inwoners van jaar tot jaar op 1 januari 1992 tot heden | Inwoners van jaar tot jaar op 1 januari 1992 tot heden | Inwoners van jaar tot jaar op 1 januari 1992 tot heden |
| jaar                                                   | Aantal                                                 | Evolutie: 1992=index 100                               |
| ------------------------------------------------------ | ------------------------------------------------------ | ------------------------------------------------------ |
| 1992                                                   | 12.301                                                 | 100,0                                                  |
| 1993                                                   | 12.461                                                 | 101,3                                                  |
| 1994                                                   | 12.564                                                 | 102,1                                                  |
| 1995                                                   | 12.615                                                 | 102,6                                                  |
| 1996                                                   | 12.520                                                 | 101,8                                                  |
| 1997                                                   | 12.590                                                 | 102,3                                                  |
| 1998                                                   | 12.598                                                 | 102,4                                                  |
| 1999                                                   | 12.661                                                 | 102,9                                                  |
| 2000                                                   | 12.735                                                 | 103,5                                                  |
| 2001                                                   | 12.756                                                 | 103,7                                                  |
| 2002                                                   | 12.763                                                 | 103,8                                                  |
| 2003                                                   | 12.802                                                 | 104,1                                                  |
| 2004                                                   | 12.719                                                 | 103,4                                                  |
| 2005                                                   | 12.907                                                 | 104,9                                                  |
| 2006                                                   | 13.012                                                 | 105,8                                                  |
| 2007                                                   | 13.143                                                 | 106,8                                                  |
| 2008                                                   | 13.184                                                 | 107,2                                                  |
| 2009                                                   | 13.193                                                 | 107,3                                                  |
| 2010                                                   | 13.317                                                 | 108,3                                                  |
| 2011                                                   | 13.520                                                 | 109,9                                                  |
| 2012                                                   | 13.584                                                 | 110,4                                                  |
| 2013                                                   | 13.668                                                 | 111,1                                                  |
| 2014                                                   | 13.551                                                 | 110,2                                                  |
| 2015                                                   | 13.555                                                 | 110,2                                                  |
| 2016                                                   | 13.494                                                 | 109,7                                                  |
| 2017                                                   | 13.568                                                 | 110,3                                                  |
| 2018                                                   | 13.544                                                 | 110,1                                                  |
| 2019                                                   | 13.451                                                 | 109,3                                                  |
| 2020                                                   | 13.374                                                 | 108,7                                                  |
| 2021                                                   | 13.300                                                 | 108,1                                                  |
| 2022                                                   | 13.313                                                 | 108,2                                                  |
| 2023                                                   | 13.296                                                 | 108,1                                                  |
| 2024                                                   | 13.328                                                 | 108,3                                                  |
| 2025                                                   | 13.261                                                 | 107,8                                                  |

## Politiek

### Burgemeesters
- 1988-1994 Antoine Tixhon
- 1995-2018 Richard Fournaux
- 2018-2024 Axel Tixhon
- 2024-heden Richard Fournaux

### Resultaten gemeenteraadsverkiezingen sinds 1976
| Partij               | Partij                                          | 10-10-1976 | 10-10-1976 | 10-10-1982 | 10-10-1982 | 9-10-1988 | 9-10-1988 | 9-10-1994 | 9-10-1994 | 8-10-2000 | 8-10-2000 | 8-10-2006 | 8-10-2006 | 14-10-2012 | 14-10-2012 | 14-10-2018 | 14-10-2018 | 13-10-2024 | 13-10-2024 |
| Stemmen / Zetels     | Stemmen / Zetels                                | %          | 23         | %          | 23         | %         | 23        | %         | 23        | %         | 23        | %         | 23        | %          | 23         | %          | 23         | %          | 23         |
| -------------------- | ----------------------------------------------- | ---------- | ---------- | ---------- | ---------- | --------- | --------- | --------- | --------- | --------- | --------- | --------- | --------- | ---------- | ---------- | ---------- | ---------- | ---------- | ---------- |
|                      | DINANT1 / AMBITIONB                             | -          |            | -          |            | -         |           | -         |           | -         |           | -         |           | -          |            | 14,311     | 3          | 56,17B     | 15         |
|                      | UNIONA / PRL-I1 / PRL2 / LDB3/ AMBITIONB        | 41,69A     | 10         | 67,72A     | 17         | 29,541    | 7         | 21,012    | 5         | 18,132    | 4         | 54,493    | 14        | 55,023     | 15         | 35,233     | 9          | 56,17B     | 15         |
|                      | UNIONA / PSC1 / CDH2 / D+ CDH3 / ID!B/ DINAMICC | 41,69A     | 10         | 67,72A     | 17         | 35,561    | 8         | 32,721    | 8         | 40,081    | 12        | 21,252    | 4         | 19,73      | 4          | 36,24B     | 9          | 24,57C     | 6          |
|                      | ECOLO1 / ID!B/ DINAMICC                         | -          |            | -          |            | -         |           | -         |           | 5,731     | 0         | -         |           | 7,981      | 1          | 36,24B     | 9          | 24,57C     | 6          |
|                      | PS1 / Osons2 / Din. Autrement3/ Pour vouS4      | 26,871     | 6          | 27,891     | 6          | 34,91     | 8         | 22,481    | 5         | 20,741    | 5         | 21,951    | 5         | 15,142     | 3          | 10,253     | 2          | 5,974      | 0          |
|                      | Avenir                                          | -          |            | -          |            | -         |           | -         |           | -         |           | -         |           | -          |            | -          |            | 13,29      | 2          |
|                      | E.N.S.                                          | -          |            | -          |            | -         |           | 20,36     | 5         | 9,23      | 2         | -         |           | -          |            | -          |            | -          |            |
|                      | LNC                                             | 31,44      | 7          | -          |            | -         |           | -         |           | -         |           | -         |           | -          |            | -          |            | -          |            |
| Anderen(*)           | Anderen(*)                                      | -          |            | 4,39       | 0          | -         |           | 3,43      | 0         | 6,08      | 0         | 2,31      | 0         | 2,15       | 0          | 3,97       | 0          | -          |            |
| Totaal stemmen       | Totaal stemmen                                  | 8227       | 8227       | 8299       | 8299       | 8277      | 8277      | 8466      | 8466      | 8698      | 8698      | 9171      | 9171      | 9031       | 9031       | 9148       | 9148       | 8634       | 8634       |
| Opkomst %            | Opkomst %                                       |            |            |            |            | 92,81     | 92,81     | 91,77     | 91,77     | 91,66     | 91,66     | 93,06     | 93,06     | 87,43      | 87,43      | 87,77      | 87,77      | 83,74      | 83,74      |
| Blanco en ongeldig % | Blanco en ongeldig %                            | 2,88       | 2,88       | 5          | 5          | 6,37      | 6,37      | 5,89      | 5,89      | 8,32      | 8,32      | 5,75      | 5,75      | 6,77       | 6,77       | 8,52       | 8,52       | 8,23       | 8,23       |

(*) 1982: ALTER (4,39%) / 1994: FN (3,43%) / 2000: MDC (6,08%) / 2006: FNB (2,31) / 2012: Parti Populaire (2,15%) / 2018: J'existe (3,97%)
De zetels van de bestuursmeerderheid worden vet aangegeven. De grootste partij is in kleur.

## Verkeer en vervoer

### Autoverkeer
Dinant ligt zo'n 10 km ten westen van de , de autosnelweg Brussel-Luxemburg. Via de  is Dinant naar het oosten deze weg en Ciney verbonden, alsmede met Philippeville in het westen. De N97 kruist via het Viaduc Charlemagne, het hoogste wegviaduct van België de Maas. De  verbindt Dinant met de N97.
Langs de Maas ligt op de linkeroever de , richting Namen en Givet. Op de rechteroever liggen de ,  en N95a.
De Charles de Gaullebrug in de N936 uit 1953 is enige verkeersbrug die de linker- en rechteroever van de stad met elkaar verbindt.
Vanwege het toerisme is de parkeerdruk in het centrum hoog.

### Openbaar vervoer

#### Spoorwegen
Het station Dinant ontsluit Dinant via spoorlijn 154 naar Namen en naar het zuidoosten van België. De rechtstreekse spoorverbinding met Frankrijk is in 1988 voor reizigers opgeheven.
Het station ligt op de linkeroever van de Maas, tegenover het centrum.

#### Bus
De TEC ontsluit Dinant met lijnen richting Givet (Frankrijk), Beauraing, Ciney en Spontin. Het busstation bevindt zich bij het treinstation, maar alle lijnen (behalve die naar Givet) komen ook door het centrum op de rechteroever.
Bezienswaardigheid op OV-gebied is de Rots Bayard, zo'n 1,5 km ten zuiden van het centrum op de rechteroever, waar buslijn 25 vanuit Beauraing door een slechts 2,70m brede, uit de rots gehouwen spleet rijdt.

### Kabelbaan
De Kabelbaan van Dinant uit 1956, gerenoveerd in 1997, verbindt de binnenstad met de citadel en heeft een hoogteverschil van zo'n 150m.
Vanwege de hoge parkeerdruk in het centrum, had de gemeente het plan een tweede kabelbaan openen, ter hoogte van het Plateau Mont-Fat (rechteroever, ten zuiden van de Citadel), waar een parkeerplaats voor auto's en touringcars, alsmede een vakantiepark zou komen. Het lukte echter niet de benodigde subsidie uit het Europees Fonds voor Regionale Ontwikkeling te krijgen. Op deze locatie bevinden zich de resten van een oudere stoeltjeslift, die 1954 tot 2002 toeristen naar het fort van Mont-Fort bracht.

### Scheepvaart
Dinant kent geen goederenhaven van betekenis.
Langs de rechteroever bevinden zich een jachthaven, bootverhuur en aanlegsteigers voor rondvaartboten en cruiseschepen over de Maas.

## Bekende personen uit Dinant

### Geboren
- Joachim Patinir (ca. 1480-1524), pionier van de landschapsschilderkunst
- Antoine Wiertz (1806-1865), schilder van historie-, genre- en portretstukken, beeldhouwer en schrijver over kunst. Heeft een standbeeld in Dinant, een monument, plein en een museum in Brussel.
- Adolphe Sax (1814-1894), muziekinstrumentenbouwer en uitvinder van de saxofoon
- Édouard Dupont (1841-1911), paleontoloog en eerste ontdekker van een neanderthalerfossiel
- Dominique Pire (1910-1969), dominicaanse pater, vredesactivist, oprichter Vredeseilanden en Nobelprijswinnaar (1958)
- Angèle Manteau (1911-2008), uitgeefster
- Jacques Septon (1933-2019), atleet
- André Buzin (1946), schilder van dieren en ontwerper van postzegels met vogels voor de posterijen van onder andere België, Luxemburg en Senegal
- Aline Godfrin (1987), politica (MR)

## Trivia
- De bijnaam van de inwoners van Dinant is Copères, afgeleid van koper, naar aanleiding van het hoge niveau van de koperbewerkers in Dinant. Dit gaat zover dat de kunst van het vervaardigen van (complexe) objecten van koper dinanderie wordt genoemd.
- Patroonheilige van Dinant is Perpetuus. Zijn feestdag valt op 4 november.

## Galerij

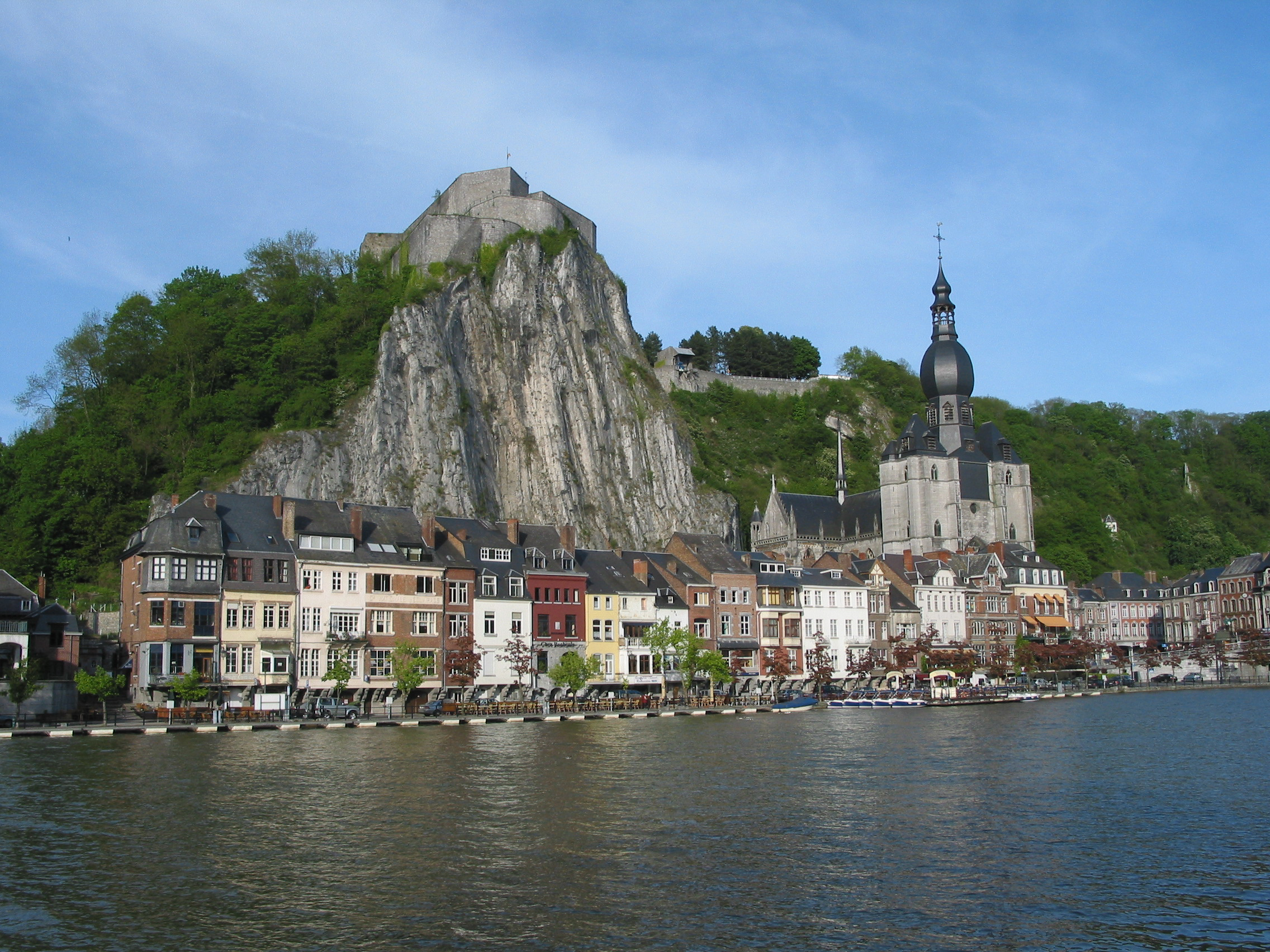
Dinant en de Maas
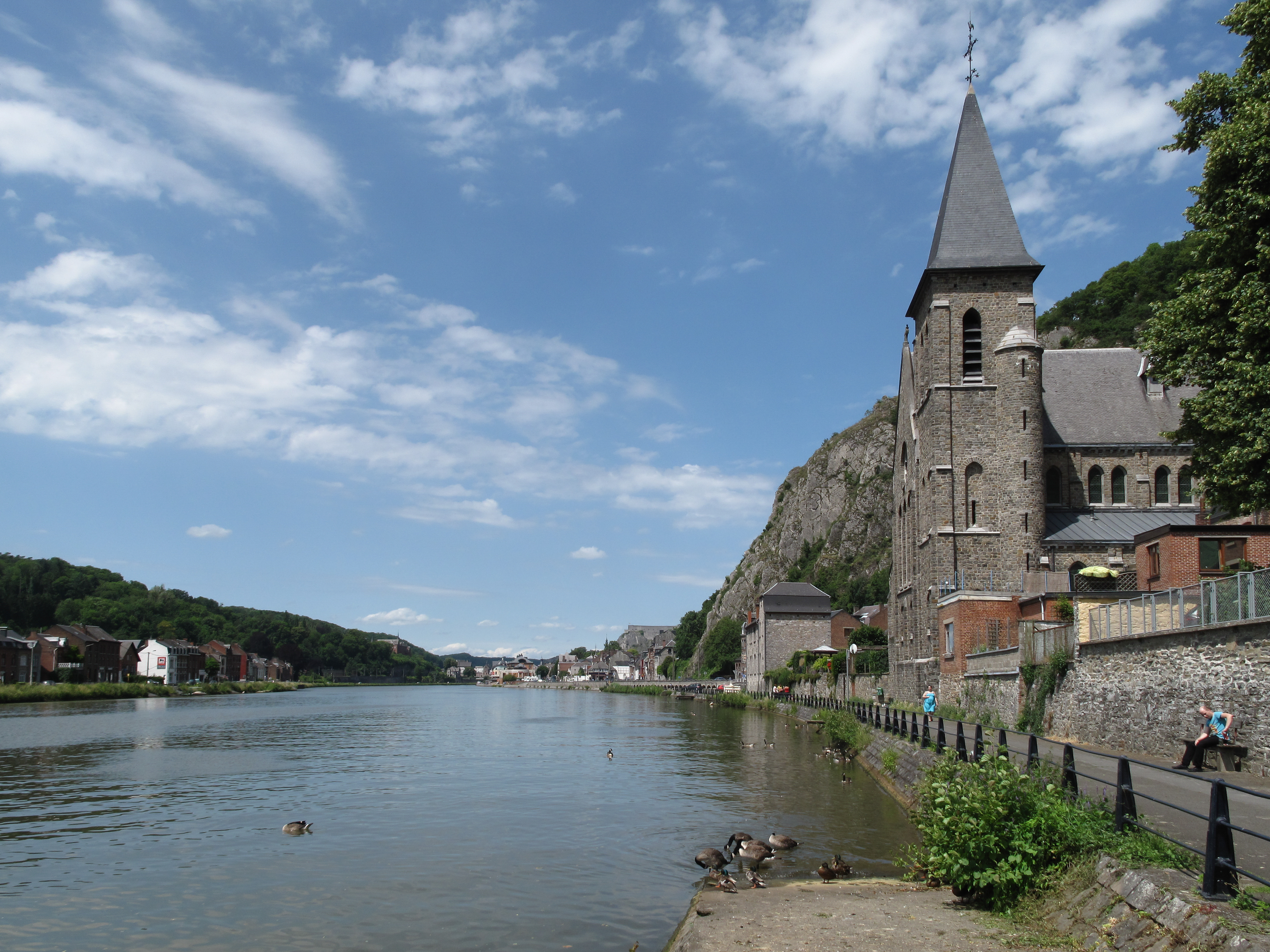
Dinant en de Maas
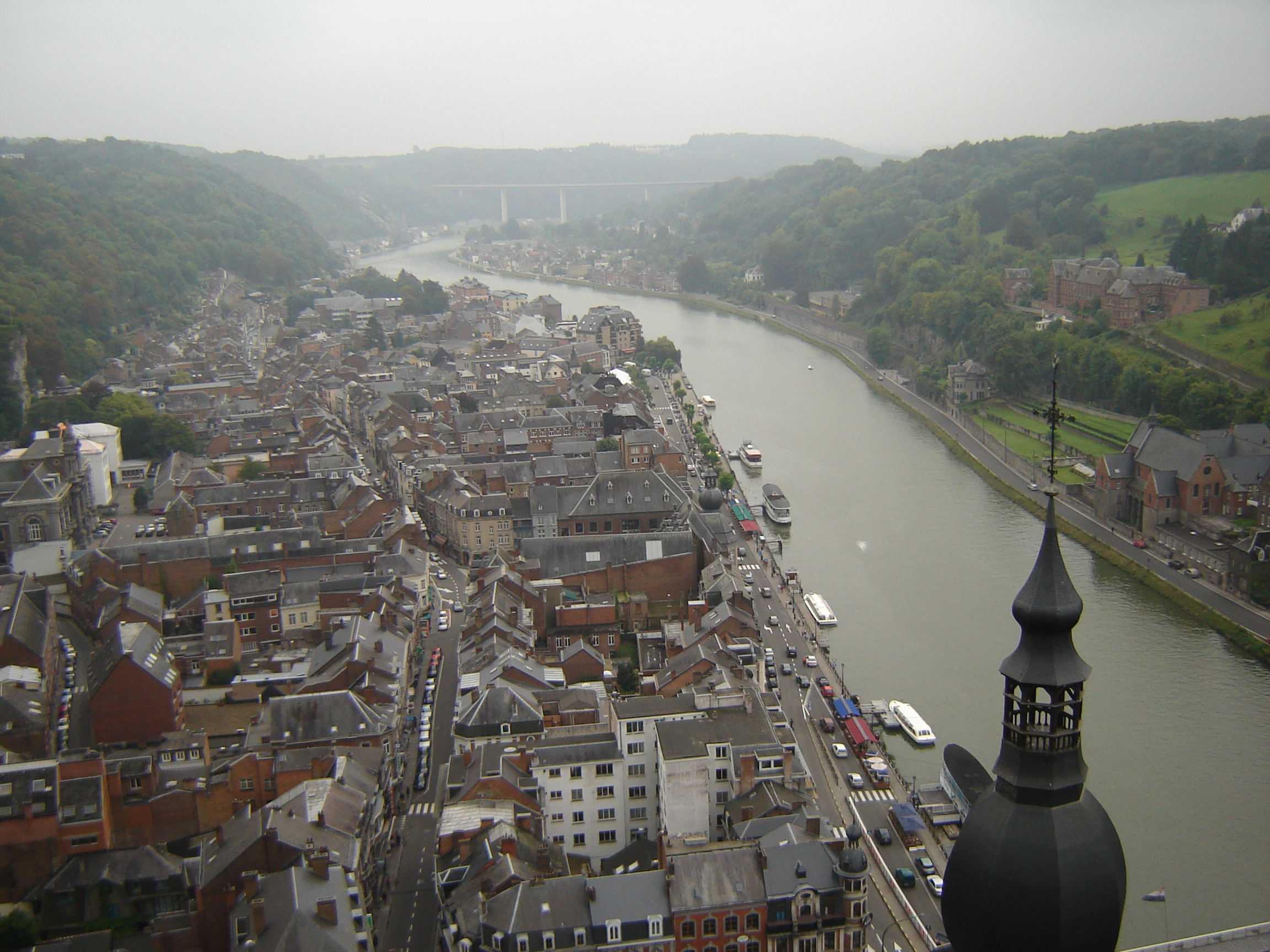
Zuidelijk deel van het stadscentrum
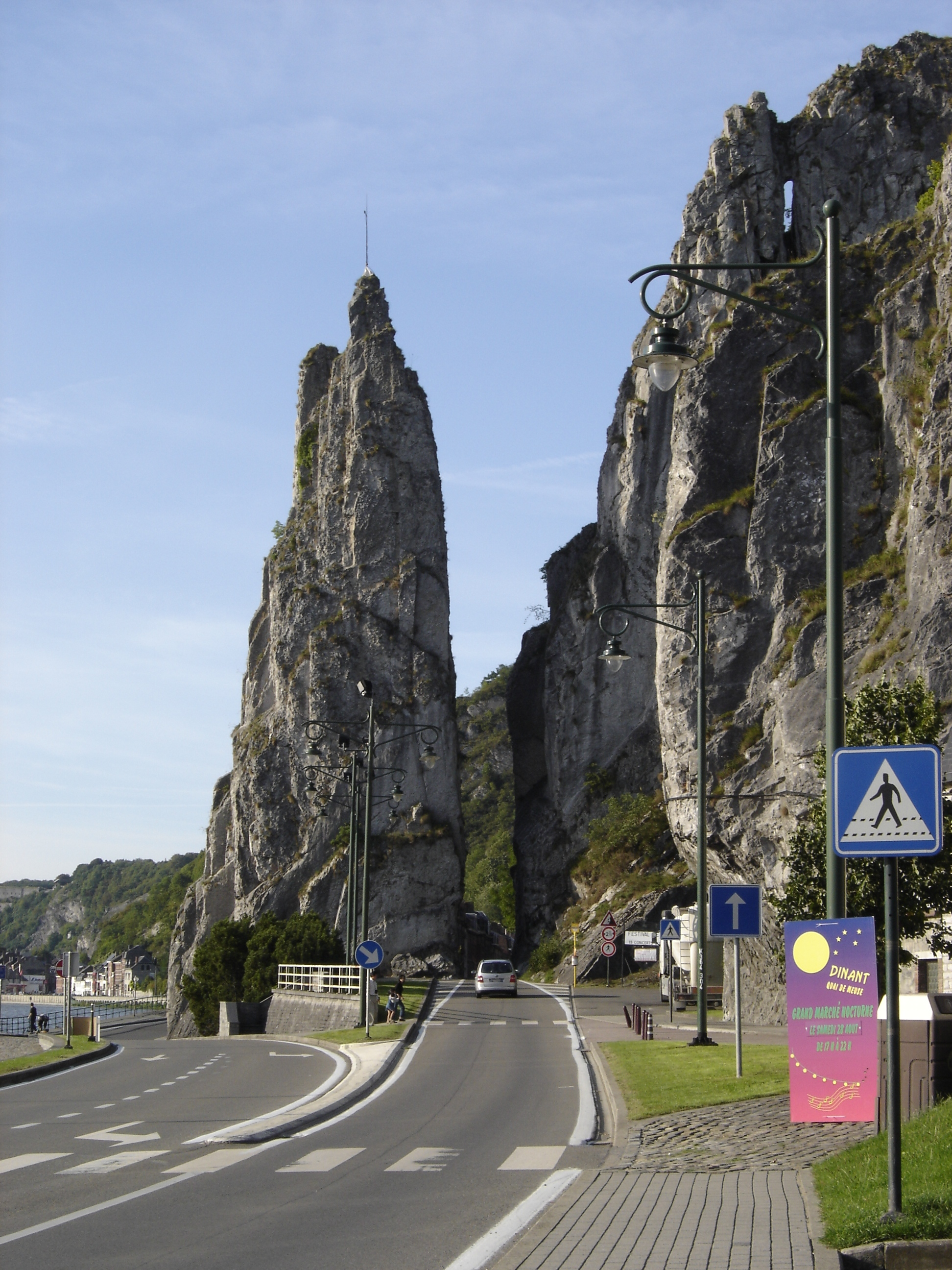
De rots "Bayard"
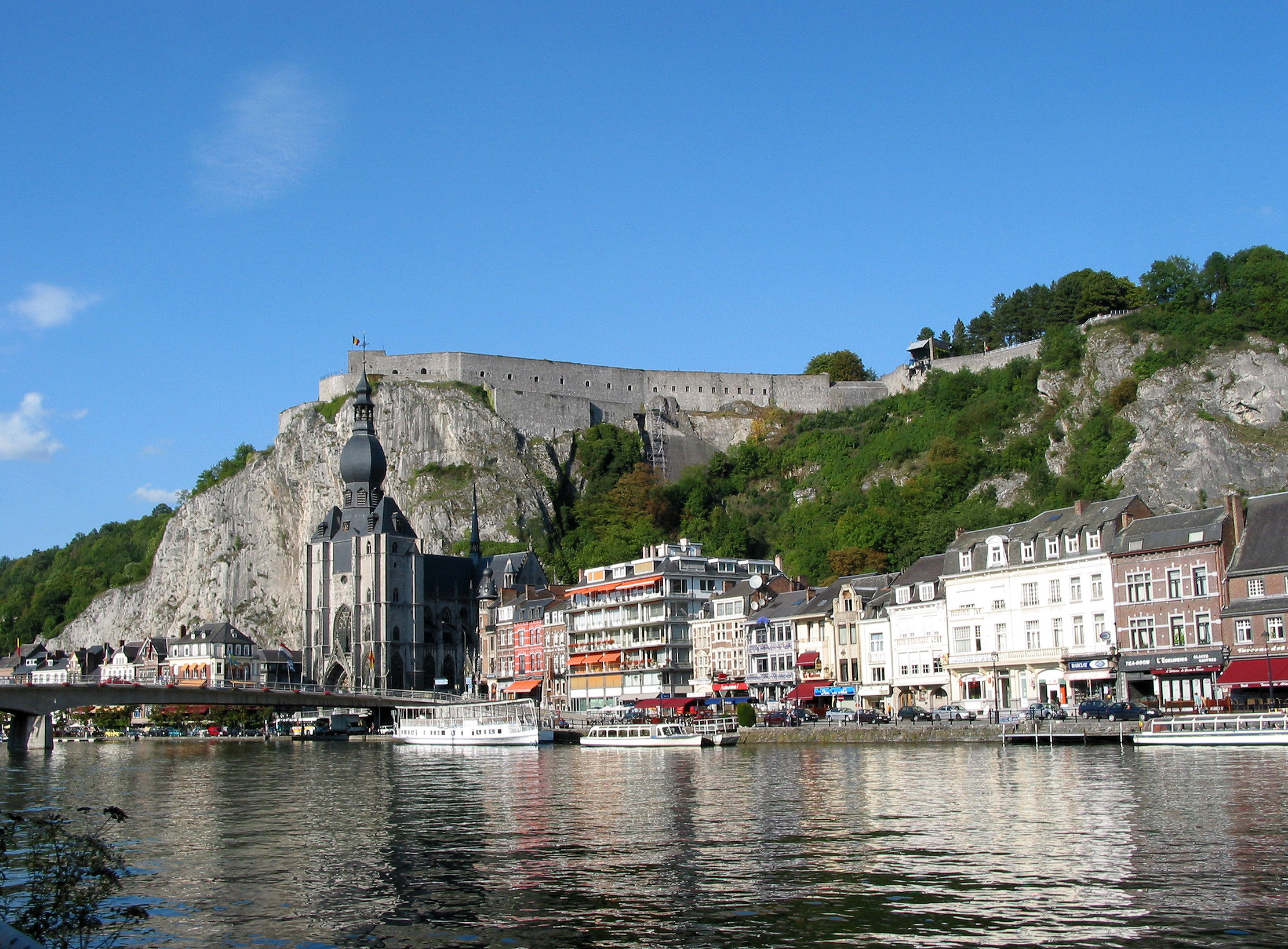
De stad gezien boven de brug op de Maas
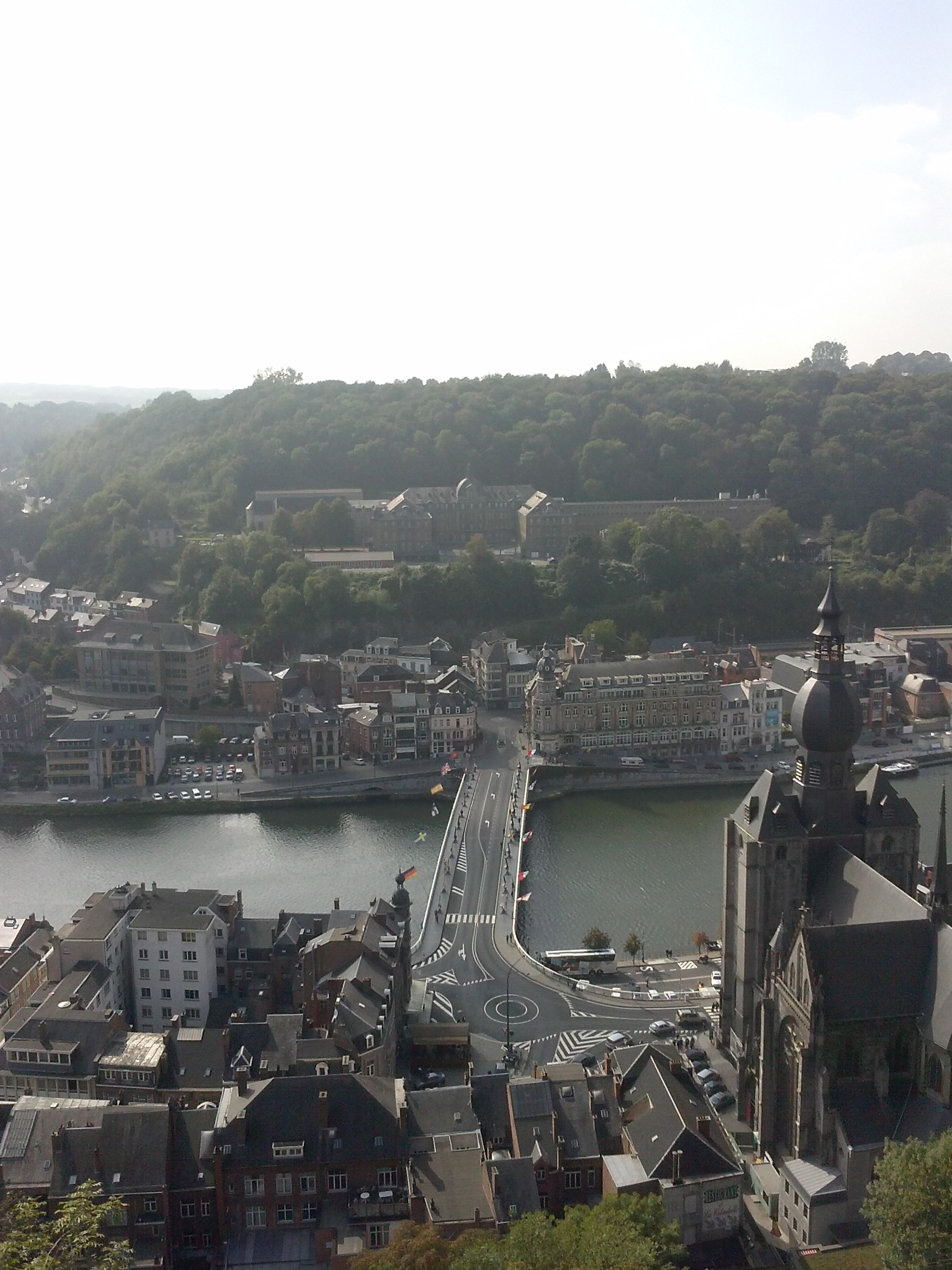
Brug over de Maas gezien vanaf de Citadel, op de voorgrond de collegiale kerk Onze-Lieve-Vrouw van Dinant
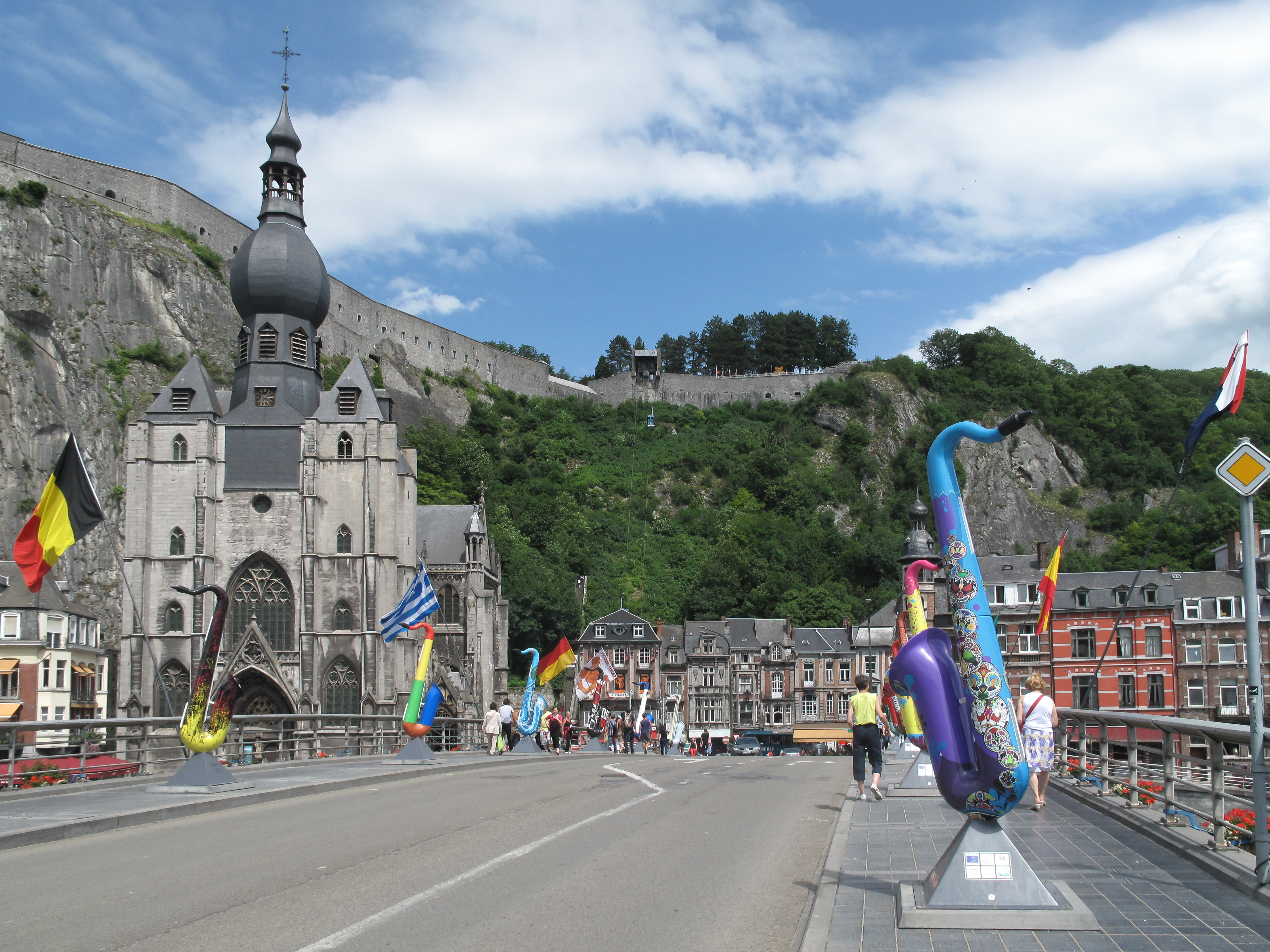
Kerk (la Collégiale Notre-Dame) en de brug over de Maas
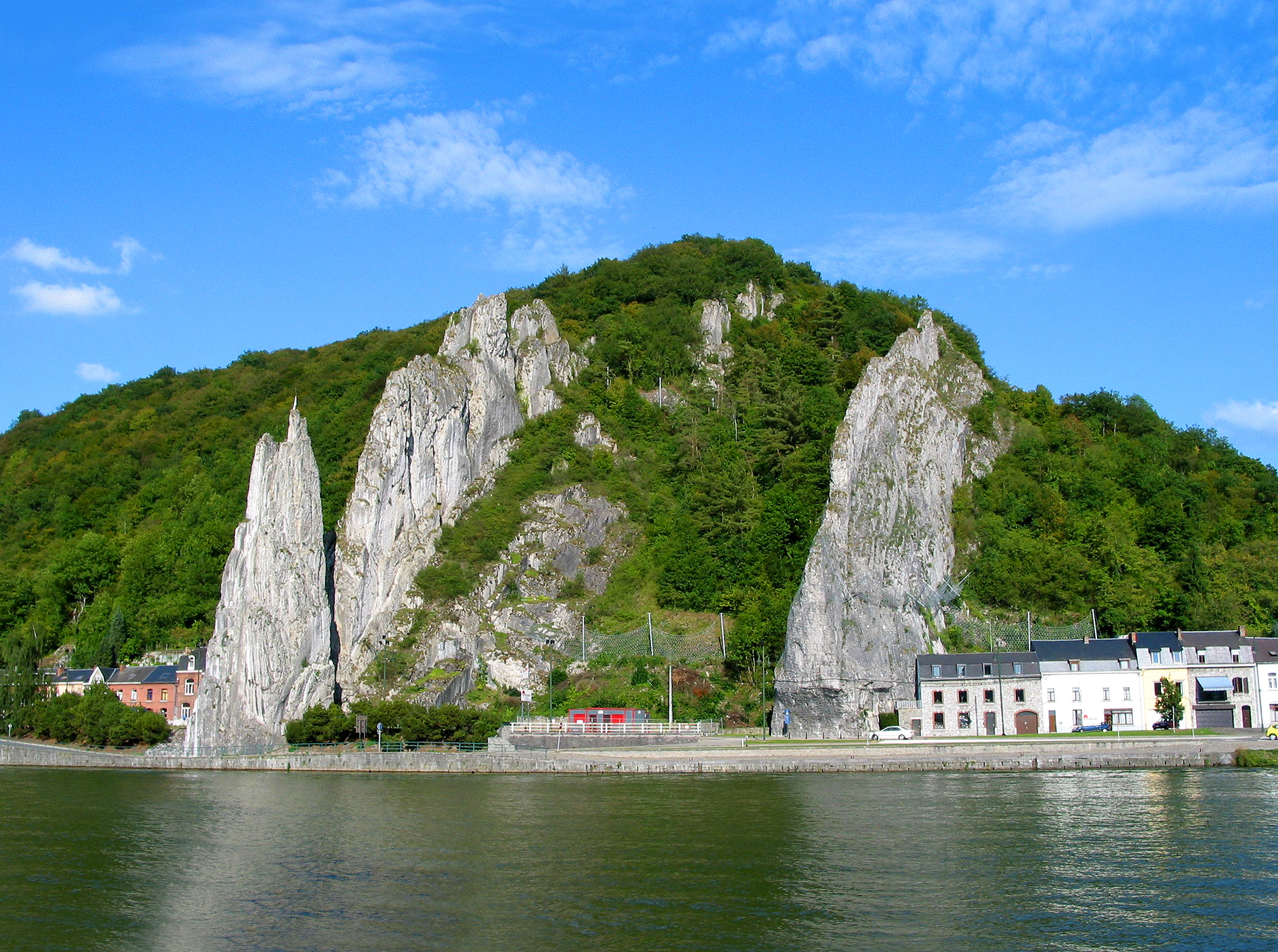
De rots "Bayard"
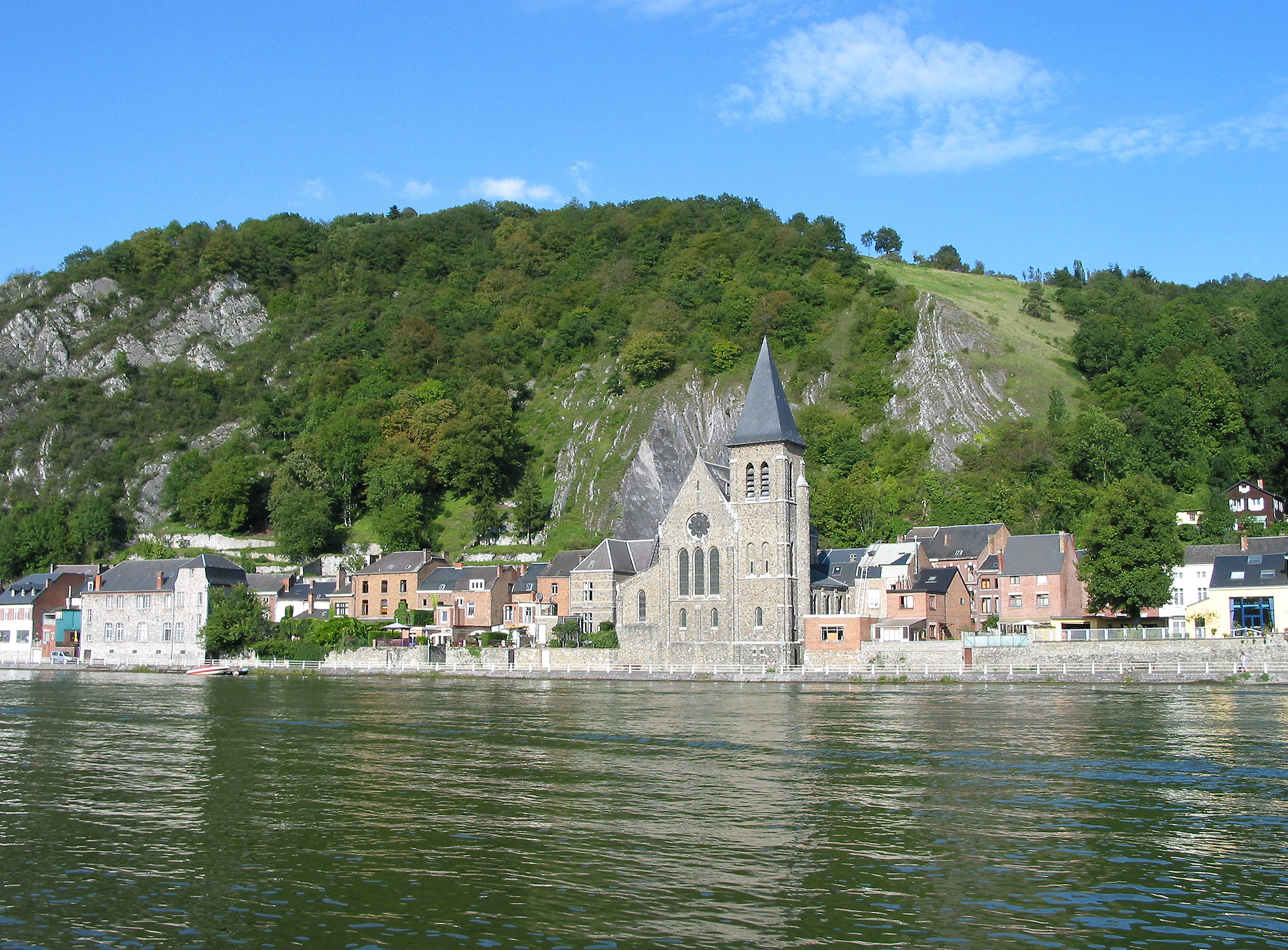
Wijk "Les Rivages "
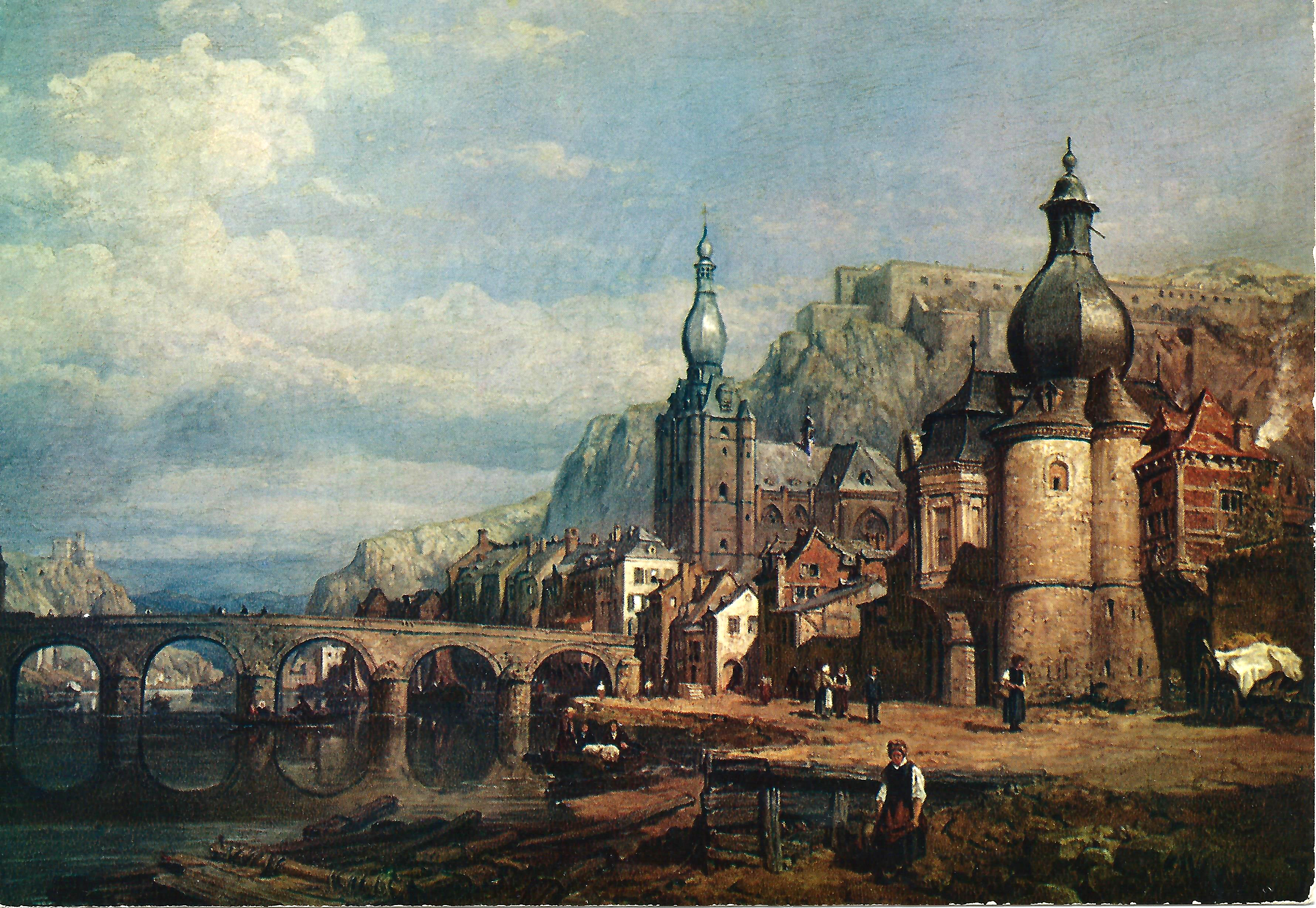
Dinant geschilderd door George Clarkson Stanfield, 19e eeuw

## Aangrenzende gemeenten
| Aangrenzende gemeenten | Aangrenzende gemeenten | Aangrenzende gemeenten | Aangrenzende gemeenten | Aangrenzende gemeenten |
| ---------------------- | ---------------------- | ---------------------- | ---------------------- | ---------------------- |
| Anhée                  |                        | Yvoir                  |                        |                        |
|                        |                        |                        |                        |                        |
| Onhaye                 | Ciney                  |                        |                        |                        |
|                        |                        |                        |                        |                        |
| Hastière               |                        | Houyet                 |                        |                        |